# Conogethes mimastis
Conogethes mimastis is een vlinder uit de familie van de grasmotten (Crambidae). De wetenschappelijke naam van deze soort is voor het eerst voorgesteld door Edward Meyrick in een publicatie uit 1897.
De soort komt voor in Indonesië en is voor het eerst ontdekt op Sangihe Besar.